# Экономика империи Сун
Экономика империи Сун — уникальное явление в истории Китая X-XII веков, определившее направление развития Восточной Азии вплоть до XVII века (падение династии Мин) и далее. Степень инновационного размаха в этот период сравнима с таковой эпохой индустриализации в Европе, однако последствия этого периода иногда рассматриваются в свете «великого расхождения» между западным научно-техническим прогрессом и отсутствием преемственности в развитии его китайского аналога.
Основным достижением экономической системы империи Сун стало формирование нового класса — местных землевладельческих элит, которые определяли облик Китая вплоть до модернизации конца XIX века.

## Сельское хозяйство
С установлением политической стабильности имперское правительство уделяет особое внимание развитию сельского хозяйства, на котором, согласно классическим теориям, зиждется благосостояние государства. На доходах от него строится система административного надзора, оборонный комплекс, дипломатия и коммерция.
Государство поощряет освоение новых земель, предоставляя право наследственного землевладения на новые территории — при условии уплаты налогов. Особое внимание уделяется ирригации (закон 1069 в рамках реформ Ван Аньши). Получают широкое распространение нории (оросительные водяные колёса), цепные насосы и железные плуги. Специальные усовершенствования железного плуга (известен с династии Тан) позволяют использовать его на нераспаханных землях (Лу Гуймэн 陸龜蒙 «Трактат о плуге»). Благодаря всем нововведениями, включая активное использование естественных удобрений и новых культур (южные сорта риса), урожайность поднимается в три раза. Рацион жителей империи пополняют арбузы (из Средней Азии) и горох (из Индии).

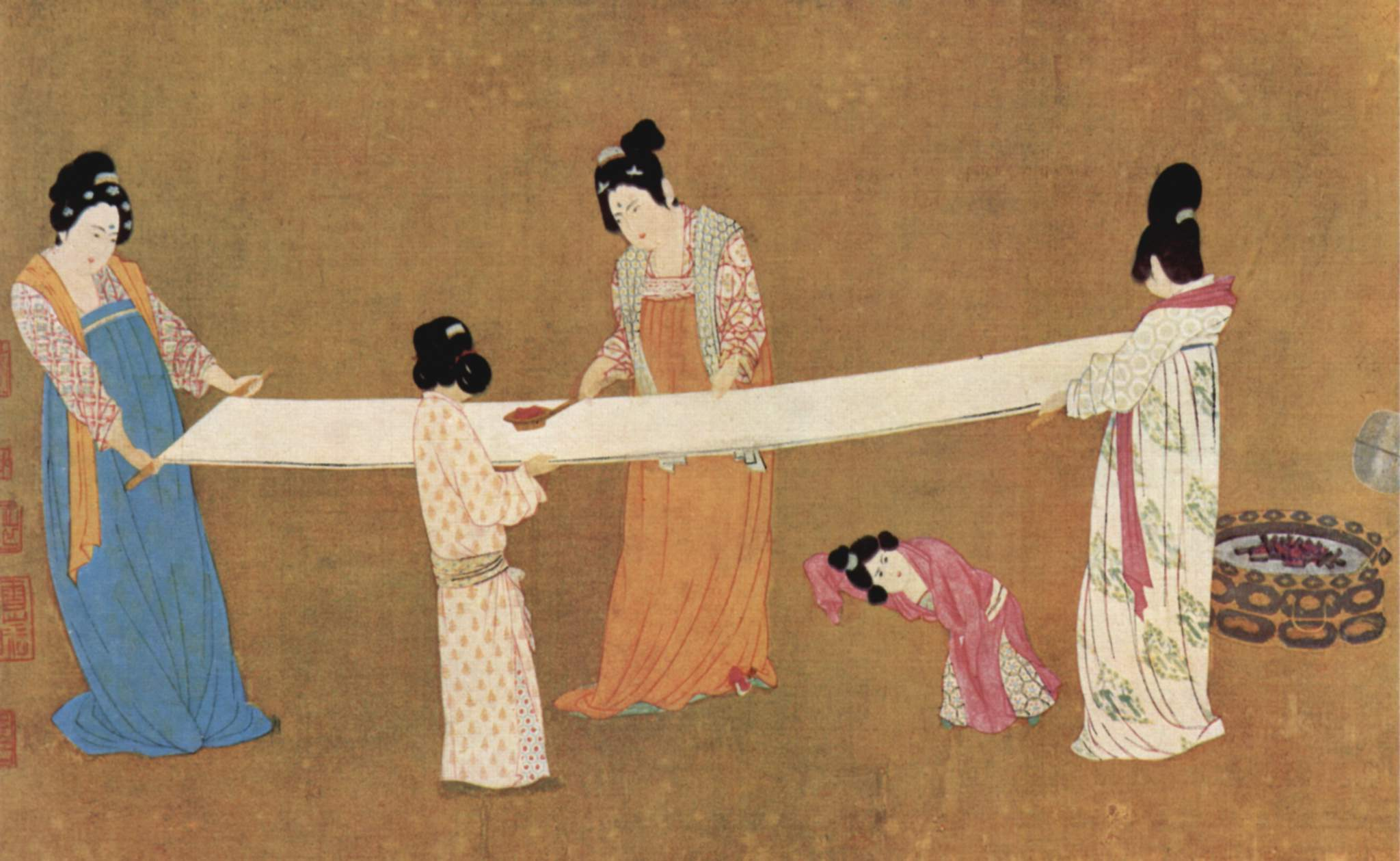
Чжан Сюань «Женщины приготовляют шёлк»

Большое внимание уделяется промышленным культурам: помимо прогрессирующего чаеводства и шелководства распространяется выращивание хлопка, усовершенствуются способы обработки сахарного тростника. В промышленных масштабах выращиваются пионы (до 90 разновидностей).
Прибыль от сельскохозяйственного предпринимательства позволяет инициативным крестьянам приобретать дополнительные средства производства и осваивать дополнительные источники доходов: в китайских пригородах повсеместно открываются мелкие мастерские, надомные фабрики, постоялые дворы, таверны и прочее.
Перемещение политического центра на юг активизирует необходимость в освоении новых земель. Крестьяне временно освобождаются от налогов и получают субсидии на закупку посадочного материала, орудий и скота; мигранты с северных территорий (оказавшихся под владычеством Цзинь) получают земельные наделы от государства.
Особую форму землевладения составляют т. н. сюэтянь: поля, доход с которых предназначен для содержания местных школ.
Негативным явлением, приведшим к кризису и безуспешной реформе (возглавлена канцлером Цзя Сыдао, 1262-3), стала концентрация земель (兼并 цзяньбин) в качестве собственности влиятельных кланов. Монополизация стала результатом имперских грантов, выкупов, махинаций или откровенных захватов. Это привело к ослаблению государственного контроля за налогообложением.

## Промышленность и торговля

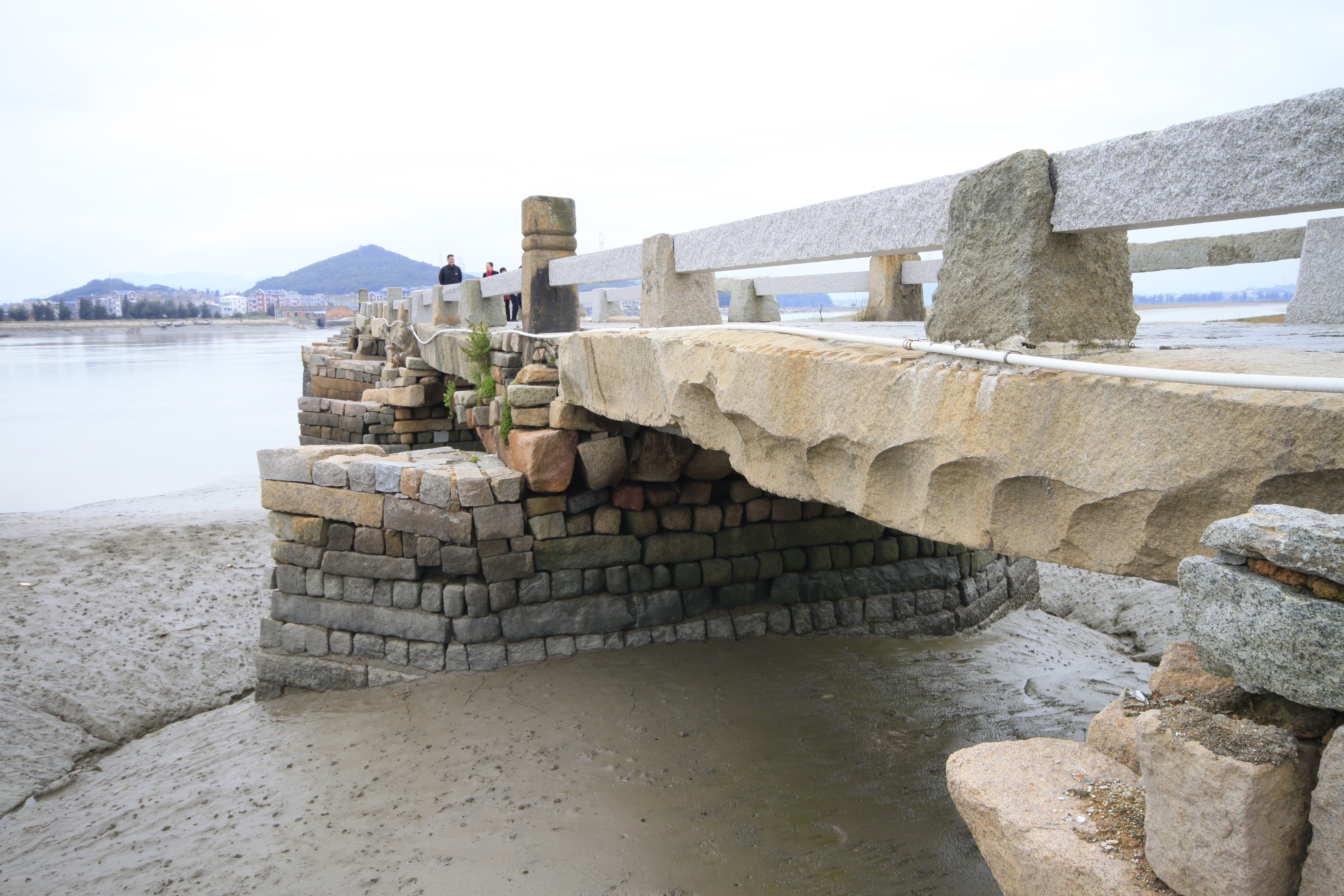
Лунцзянский мост (龙江桥) в пос. Хайкоу, уезд Фуцин, городской округ Фучжоу — один из серии сунских каменных мостов на дороге, идущей вдоль побережья Фуцзяня

На рынке империи Сун доминировали государственные монополии и крупные частные предприятия; разнообразие товаров обеспечивало существование целого класса, обслуживающего их производство и реализацию на разных уровнях. Торговцы объединялись в гильдии и создавали акционерные общества. Предприятия государственного и местного значения включали в себя шахты, рудники, металлургические предприятия, верфи, солеварни, ткацкие и керамические мастерские, маслодавильни, винокурни, бумажные фабрики и т. п.
Экономический подъём в сочетании с нестабильностью северных регионов, динамичным развитием соседних «варварских» государств привели к процветанию чёрного рынка. В то же время, приморские регионы юга империи широко использовали свой коммерческий потенциал: Цюаньчжоу, Фучжоу, Гуанчжоу и Сямэнь стали крупными портами международного значения. Соответственно развивалась инженерная мысль и профессии связанные с судостроением — как для океанской, так и для пресноводной транспортировки. Рост портов был сопряжён со строительством и охраной (в том числе противопожарной) складов, а также с развитием банковского дела.
Товары сунского производства распространились по миру вплоть до северной Африки.
Империя Сун стала свидетелем повышения статуса торговых профессий. Несмотря на то, что участие купеческого сословия в государственных экзаменах было запрещено, его богатство соперничало с чиновничьим сословием, а жизненный уклад обнаруживал общие интересны. Так, Юань Цай 袁采 (1140—1190) рекомендовал главам семей землевладельцев (имевших право на участие в экзаменах) сдавать деньги в торговый оборот. О выгодах инвестиций также писал Шэнь Ко.
Отдельной страницей в истории сунской экономики стали реформы Ван Аньши, который попытался монетизировать налоговую систему (введя денежные уплаты вместо обязательных работ на казённых объектах), а также установить строгий государственный контроль над предельно широким экономическим сектором, в том числе монополии на производство, обработку и продажу чая, вина и соли. Так, доходы с чаевой монополии в Сычуани предназначались для закупки боевых лошадей в Цинхае.

### «Индустриальная революция»

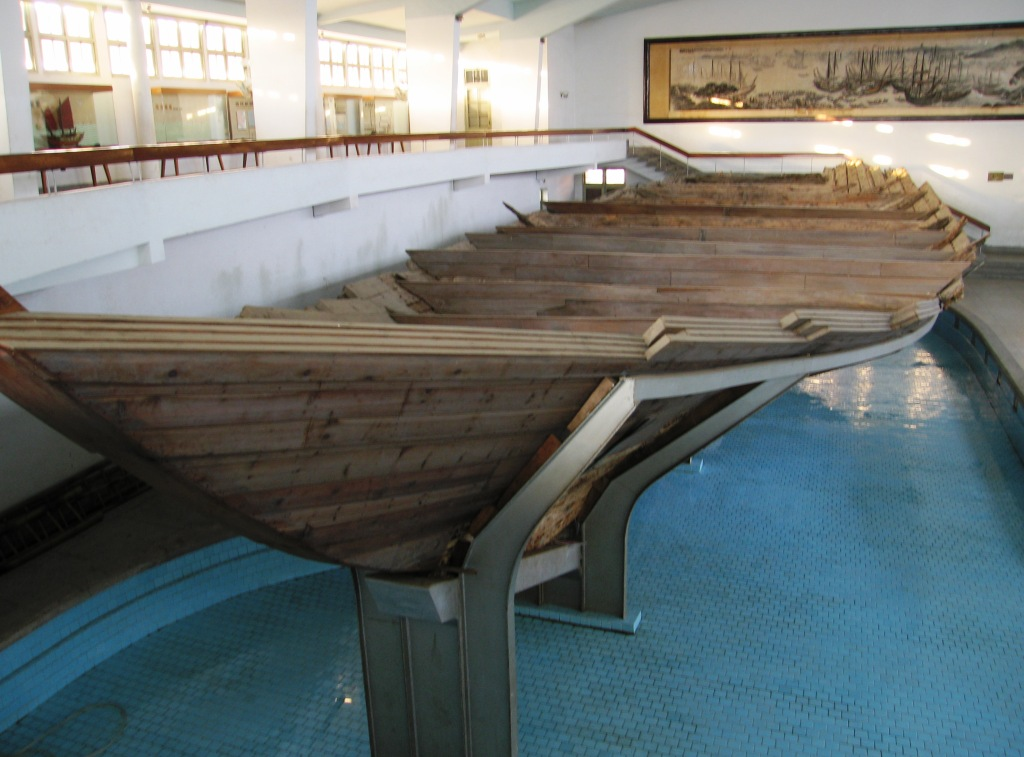
Сохранившаяся часть торгового корабля (т. н. «Корабль из Цюаньчжоу», Quanzhou Ship), затонувшего или затопленного экипажем в последние годы Южной Сун в гавани Цюаньчжоу при возвращении из Юго-восточной Азии

Спрос на железные изделия для сельского хозяйства, государственной обороны и многочисленных производств привёл к стремительному развитию этой области. Первоначальное использование древесины в качестве топлива в металлургии создало угрозу полного уничтожения лесов на севере империи; однако открытие кокса в кон. 11 в. позволило изменить характер производства. Сопутствующим усовершенствованием стало использование гигантских поддувных мехов, приводимых в действие водяными колёсами, а также создание каналов для обеспечения производственного цикла.
По ходатайству Бао Чжэна регион, соответствующий современной провинции Шэньси, в 1055 получил освобождение от государственной монополии на металлургическое производство.
Трактат «Уцзин цзунъяо» (1044) проливает свет на сунские инновации в оборонной промышленности.

### Финансовая система
При беспрецедентном росте товарооборота использование шёлка и серебра в качестве денежных стандартов (размениваемых на медную монету) стало затруднительным. Опираясь на первые опыты использования бумажных денег в династии Тан, частный сектор сунской торговли делает шаг по усовершенствованию денежной системы. Первые попытки использования бумажных денег в эпоху Сун известны в Сычуани, 1024: они предпринимаются обменными агентствами, фактически берущими на себя функции банков.
Активная разработка медных копей приводит к их истощению. Имперское производство бумаги 1175 в Линь-ани (Ханчжоу), идущей в том числе на производство купюр (?), задействовало более тысячи работников в день.
Централизованное производство купюр для субсидирования военных нужд было введено при императоре Нинцзуне в 1206. Крупная партия бумажных денег была также выпущена для балансировки военных расходов 1259-60.
В 1238, к массовому недовольству, была проведена монетная реформа: купюры старого выпуска принудительно обменивались на новые по курсу 1:5. Ок. 20 лет ранее подобный обмен был осуществлён Ши Миюанем по курсу 1:2.

## Транспорт
Шлюзы, баржи на людской тяге.